# Françoise Cordon
Françoise Cordon, artistnamn Mademoiselle Bellonde, född 1656, död 1716, var en fransk skådespelare.
Hon påbörjade sin karriär i kringresande teatersällskap och var sedan anställd vid Hôtel de Bourgognes teater 1679-80 och sedan vid Comédie-Française 1680-1695. 
Hon anställdes för att ersätta Marie Champmeslé och när denna återkom till teatern fick hon företrädesvis spela den näst viktigaste kvinnorollen i tragedier. 